# Bolt (azienda)
Bolt Technology oü è un'azienda di mobilità estone che offre servizi car sharing, micromobilità, consegna di cibo e generi alimentari tramite l'app Bolt Food. La società ha sede a Tallinn e opera in oltre 500 città in più di 45 paesi in Europa, Africa, Asia occidentale e America Latina. L'azienda ha più di 150 milioni di clienti e più di 3 milioni di autisti e corrieri partner.
La società ha in programma un’offerta pubblica iniziale nel 2025.

## Storia
La società è stata fondata nel 2013 con il nome Taxify da Markus Villig, allora studente di liceo di 19 anni. Markus ha costruito il prototipo dell'app mentre reclutava personalmente i conducenti nelle strade di Tallinn dopo aver ricevuto un prestito di 5.000 euro dalla sua famiglia.
Il servizio è stato lanciato a Tallinn, nell'agosto 2013 e nel 2014 operava già fuori dall'Estonia. Nell'aprile 2017 l'azienda ha lanciato il suo servizio a Baku e Malta. Nel settembre 2017 Bolt ha lanciato i suoi servizi a Londra, acquisendo una compagnia di taxi locale con una licenza per operare, ma è stata costretta dalla Transport for London a chiudere i suoi servizi. Nel febbraio 2018, la società ha presentato una nuova domanda di licenza  ed, in seguito alla concessione, ha riattivato i suoi servizi a Londra nel giugno 2019. Nell'ottobre 2017 ha attivato il suo servizio a Parigi.
Nel marzo 2019, la società ha cambiato il suo nome da Taxify a Bolt. Nell'agosto 2019, la società ha lanciato Bolt Food, un servizio di consegna di cibo a Tallinn. Da allora si è esteso a oltre 80 città in 20 paesi con oltre 30.000 ristoranti che utilizzano la piattaforma. Nel settembre 2021, Bolt ha lanciato un servizio di consegna di generi alimentari, Bolt Market. 

## Finanziamenti
Prima di annunciare una partnership con Didi Chuxing, Bolt aveva raccolto oltre 2 milioni di euro di capitali da angel investor estoni e finlandesi. Nell'agosto 2017, Didi Chuxing ha investito un importo non divulgato. Un round di finanziamento del maggio 2018 con un investimento di 175 milioni di dollari da parte di Daimler, Didi e altri ha portato a una valutazione di 1 miliardo di dollari per l'azienda, rendendolo un unicorno.
Nel gennaio 2020, la Banca europea per gli investimenti ha firmato un finanziamento di 50 milioni di euro con Bolt. Il finanziamento, supportato dal Fondo europeo per gli investimenti strategici (EFSI), ha lo scopo di aumentare lo sviluppo del prodotto di Bolt in aree in cui la tecnologia può migliorare la sicurezza, l'affidabilità e la sostenibilità dei suoi servizi. Ciò include investimenti nei servizi esistenti come il veicolo a noleggio e la consegna degli alimenti, nonché lo sviluppo di nuovi prodotti.
Nel dicembre 2020, Bolt ha raccolto 150 milioni di euro da fondi di investimento. Nel marzo 2021, Bolt ha raccolto 20 milioni di euro dalla Società Finanziaria Internazionale, membro del gruppo della Banca Mondiale, per un'ulteriore espansione nei mercati emergenti. A seguito di questa raccolta fondi la società è stata valutata a oltre 2 miliardi di euro. Nell'agosto 2021, Bolt ha raccolto 600 milioni di euro da Sequoia Capital aumentando la valutazione della società a oltre 4 miliardi di euro. A gennaio 2022, Bolt ha raccolto 628 milioni di euro da investitori guidati da Sequoia Capital e Fidelity Management and Research Co, portando la valutazione della società a € 7,4 miliardi.